# Ogród Persefony
Ogród Persefony (The Garden of Proserpine) – wiersz angielskiego poety Algernona Charlesa Swinburne’a, ogłoszony w tomie Poems and Ballads, wydanym w 1866{{.

## Forma
Utwór składa się ze strof ośmiowersowych rymowanych ababcccb pisanych trójstopowym jambem. Liczy dwanaście zwrotek.

Here, where the world is quiet;
Here, where all trouble seems
Dead winds' and spent waves' riot
In doubtful dreams of dreams;
I watch the green field growing
For reaping folk and sowing,
For harvest-time and mowing,
A sleepy world of streams.

Utwór charakteryzuje się typowym dla poetyki Swinburne’a częstym użyciem wyrazistej aliteracji, czyli współbrzmienia początkowego: Though one were strong as seven,/He too with death shall dwell,/Nor wake with wings in heaven,/Nor weep for pains in hell;/Though one were fair as roses,/His beauty clouds and closes;/And well though love reposes,/In the end it is not well.

## Treść
Ogród Persefony jest wierszem refleksyjnym. Nastrój utworu jest poważny, a nawet przygnębiający. Wyraża znużenie podmiotu lirycznego życiem. Przywołana w tytule utworu Persefona (Prozerpina) to bogini świata podziemnego.

I am tired of tears and laughter,
And men that laugh and weep;
Of what may come hereafter
For men that sow to reap:
I am weary of days and hours,
Blown buds of barren flowers,
Desires and dreams and powers
And everything but sleep.

## Przekłady
Na język polski omawiany utwór w całości przełożył Stanisław Barańczak. Ponieważ wiersz jest cytowany w innych utworach literackich, na przykład w powieści Jacka Londona Martin Eden, istnieją przekłady jego fragmentów.